# Kuno Popp

Kuno Popp

Kuno Popp (* 25. Oktober 1893 in Coburg; † 4. März 1973 in London) war ein deutscher Politiker (NSDAP).

## Leben und Wirken
Nach dem Besuch der Volksschule und der Mittelschule durchlief Kuno Popp von 1908 bis 1911 eine kaufmännische Lehrzeit mit Handelsschule in Coburg. In den Jahren 1911 und 1912 war er als kaufmännischer Angestellter in den Demmerwerken in Eisenach, und anschließend von 1912 bis 1914 bei Adolf Hopf in Tambach tätig.
Vom 4. November 1914 bis zum 1. Dezember 1918 gehörte Popp dem 4. Unter-Elsässischen Infanterie-Regiment Nr. 143 an. Während des Ersten Weltkrieges wurde Popp an der Westfront, bei Ypern und vor Verdun eingesetzt und mit dem Eisernen Kreuz II. Klasse und der Coburger Verdienstmedaille ausgezeichnet.
Ab 1919 widmete Popp sich dem Selbststudium der Kunstgeschichte. Von 1921 bis 1934 führte er eine selbständige Kunsthandlung.
Zum 1. Juli 1929 trat Popp in die NSDAP ein (Mitgliedsnummer 141.069), für die er sich als Parteiredner und in der SA engagierte. Ein erstes öffentliches Amt übernahm er als Stadtrat in Coburg.
Nachdem der ehemalige Coburger Oberbürgermeister Franz Schwede im Juli 1934 von Adolf Hitler zum Gauleiter im Gau Pommern ernannt worden war, nahm er Popp als Vertrauten mit nach Pommern. Am 1. September 1934 folgte die Ernennung zum Gaupropagandaleiter und am 17. September 1934 zum Leiter der Landesstelle Pommern des Reichsministeriums für Volksaufklärung und Propaganda, ab 1935 in Personalunion gleichzeitig Landeskulturwalter. Am 7. Oktober 1936 wurde Popp außerdem zum Leiter des Landesfremdenverkehrsverbandes in seiner Heimat berufen und am 9. Oktober 1936 folgte seine Aufnahme in den Preußischen Provinzialrat Pommerns. Nach Bildung des Reichspropagandaamtes in Stettin übernahm er 1937 dessen Leitung.
Bei der Reichstagswahl am 29. März 1936 bewarb er sich erfolglos um ein Mandat. Am 1. Juli 1937 trat Popp im Nachrückverfahren für den ausgeschiedenen Artur Kauffmann als Abgeordneter in den nationalsozialistischen Reichstag ein, dem er bis zum Ende der NS-Herrschaft im Frühjahr 1945 als Vertreter des Wahlkreises 6 (Pommern) angehörte.
Am 30. Januar 1938 wurde Popp mit dem Goldenen Ehrenzeichen der NSDAP ausgezeichnet. In der SA wurde Popp zuletzt im November 1942 zum Standartenführer befördert.
Popp lebte zuletzt in München. Nach seinem Tod in London wurde er in Coburg beerdigt.